# Katastrofa kolejowa w Reptowie
Katastrofa kolejowa w Reptowie – wypadek pociągu pospiesznego nr 83102 „Barbakan” relacji Świnoujście – Kraków Główny, do którego doszło 5 maja 1997 roku o godzinie 12:25 na stacji kolejowej Reptowo. W jego wyniku śmierć poniosło 12 osób, a rannych zostało 36.
Według klasyfikacji wypadków i wydarzeń kolejowych wypadek ten został przydzielony, na podstawie przepisów R-3 o prowadzeniu dochodzeń powypadkowych, do kategorii 134 – wypadek z przyczyn nieustalonych. Do zbadania okoliczności, przebiegu i ustalenia przyczyn wypadku powołano komisję dochodzeniową z Pomorskiej Dyrekcji Okręgowej Kolei Państwowych w Szczecinie.

## Charakterystyka katastrofy

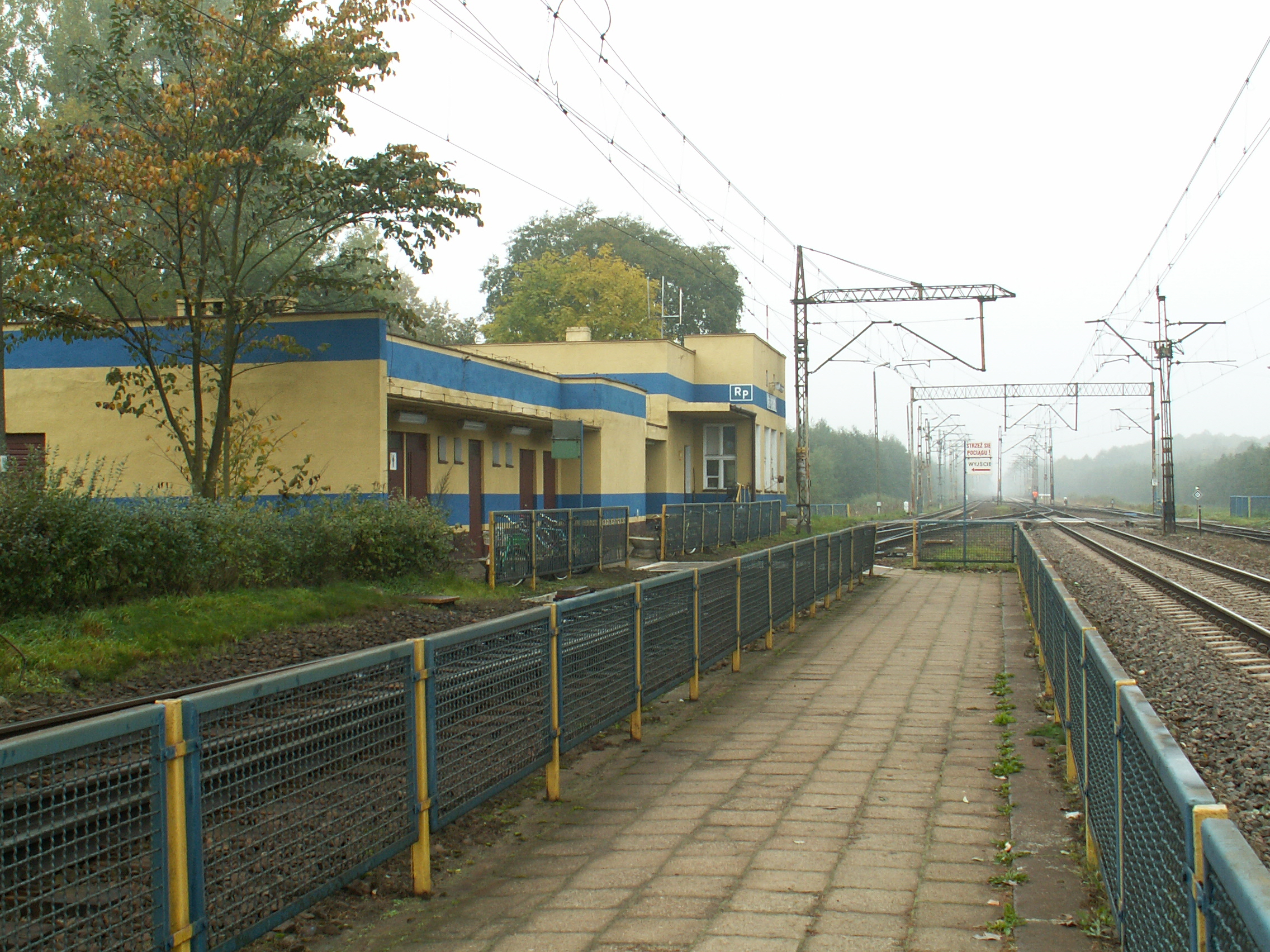
Budynek nastawni na stacji kolejowej w Reptowie. Między peronem a nastawnią znajduje się zwrotnica rozjazdu, która zawiodła powodując katastrofę kolejową

### Pociągi biorące udział w katastrofie
- Pociąg pospieszny nr 83102 „Barbakan” relacji Świnoujście – Kraków Główny. Skład pociągu: elektryczna lokomotywa uniwersalna EU07-150 z lokomotywowni Kraków Prokocim i jedenaście wagonów osobowych (dziesięć wagonów z miejscami do siedzenia i wagon barowy). Masa brutto pociągu wynosiła około 640 ton, długość zaś około 290 metrów. Drużyna trakcyjna jednoosobowa (maszynista). Drużyna konduktorska w składzie: kierownik pociągu i dwóch konduktorów rewizyjnych.
- Pociąg towarowy nr 84386 relacji Szczecin Gumieńce – Dąbrowa Górnicza. Skład pociągu: elektryczna lokomotywa towarowa ET22-1073 z lokomotywowni Szczecin i dwadzieścia niezaładowanych wagonów-platform serii Sa. Masa brutto pociągu wynosiła około 560 ton, a długość składu około 420 metrów. Drużyna trakcyjna jednoosobowa (maszynista).

### Miejsce zdarzenia i panujące warunki

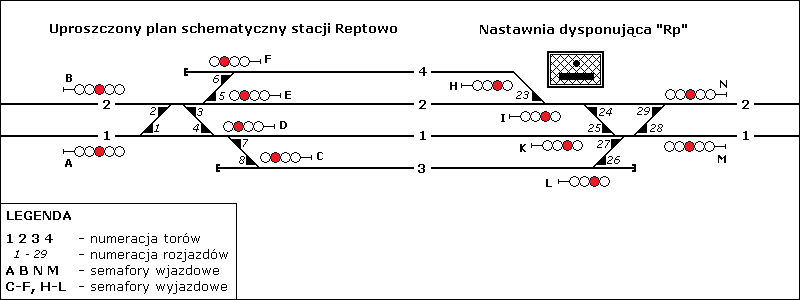
Stacja Reptowo, 5 maja 1997

Dwutorowa, zelektryfikowana linia kolejowa nr 351 Poznań Główny – Szczecin Główny, stacja Reptowo, kilometr 185,500. Pora dzienna, widoczność dobra, pogodnie, bez zachmurzenia i opadów atmosferycznych.
Stacja kolejowa Reptowo jest to stacja przelotowa, osobowo-towarowa, wyposażona w dwa tory główne zasadnicze (przeznaczone do przyjmowania, wyprawiania i przepuszczania bez zatrzymania pociągów pasażerskich i towarowych) o numerach 1 i 2 oraz dwa tory główne dodatkowe (przeznaczone do przyjmowania i wyprawiania pociągów towarowych) o numerach 3 i 4. W każdej z głowic rozjazdowych zabudowane jest przejście trapezowe, umożliwiające jazdę z każdego toru na każdy.
Jest wyposażona w przekaźnikowe urządzenia sterowania ruchem kolejowym z sygnalizacją świetlną i zwrotnicami sterowanymi elektrycznie. Wszystkie urządzenia i sygnały są nastawiane zdalnie z jednej nastawni, którą jest nastawnia dysponująca Rp obsługiwana przez pełniącego tam służbę jednego dyżurnego ruchu dysponującego.
Dozwolona maksymalna prędkość jazdy pociągów po torach szlakowych przylegających do stacji Reptowo i po jej torach głównych zasadniczych wynosi 120 km/h, natomiast w przypadku jazdy na tory główne dodatkowe – 40 km/h.

### Przebieg wypadku
O godzinie 12:25 podczas przejazdu bez zatrzymania przez stację Reptowo pociągu pospiesznego nr 83102 „Barbakan”, w momencie przejazdu szóstego od czoła pociągu wagonu osobowego nastąpiła zmiana położenia zwrotnicy rozjazdu, po którym następował przejazd tego pociągu. W następstwie zmiany położenia zwrotnicy, przy prędkości pociągu wynoszącej około 116 km/h, doszło do gwałtownej jazdy dwutorowej pociągu „Barbakan”, jego wykolejenia i rozerwania sprzęgów śrubowych pomiędzy wagonem szóstym i siódmym.
Rozerwanie pociągu spowodowało natychmiastowy spadek ciśnienia w przewodzie głównym pociągu i hamowanie nagłe. Dynamika wykolejenia i wysoka prędkość, przy jakiej do niego doszło spowodowała, iż oderwana część pociągu (wagony od siódmego do jedenastego) wjechała na tor główny dodatkowy nr 4, który był zajęty przez pociąg towarowy nr 84368. Nastąpiło najechanie wagonów pociągu „Barbakan” na ostatnie wagony pociągu towarowego. W wyniku najechania nastąpiło uszkodzenie wagonu barowego całkowicie dezintegrujące jego konstrukcję i jego wniknięcie w platformy pociągu towarowego, które skutkowało rozerwaniem jego prawej ściany bocznej i całkowitym zniszczeniem wnętrza tego wagonu.
Łącznie wykolejonych i uszkodzonych zostało pięć wagonów pasażerskich, spośród których uszkodzenia czterech wagonów kwalifikowały je do kasacji, a jednego do naprawy oraz trzy wagony pociągu towarowego, spośród których wszystkie zostały zakwalifikowane do kasacji.
W następstwie uderzenia wagonów w pociąg towarowy śmierć na miejscu poniosło 11 osób (jedna osoba zmarła w szpitalu w wyniku odniesionych obrażeń), a rannych zostało 36 osób.

### Zestawienie poszkodowanych
| Poszkodowani    | Liczba zabitych na miejscu wypadku | Liczba zmarłych w wyniku odniesionych obrażeń | Liczba rannych |
| --------------- | ---------------------------------- | --------------------------------------------- | -------------- |
| Pasażerowie     | 8                                  | 1                                             | 36             |
| Pracownicy      | 2                                  | 0                                             | 0              |
| Osoby postronne | 1                                  | 0                                             | 0              |
| Razem           | 11                                 | 1                                             | 36             |

Pierwsze komunikaty prasowe, podające przybliżoną liczbę ofiar, ukazały się tego samego dnia.

5 maja 1997, Katastrofa pociągu Barbakan w Reptowie
Pociąg pospieszny „Barbakan” rozbił się na stacji kolejowej w Reptowie pod Stargardem Szczecińskim. Zmiażdżone zostały trzy wagony pociągu, w tym wagon restauracyjny Warsu. Zginęło 12 osób, dalszych 30 zostało rannych.

## Szczegółowa chronologia wydarzeń

### Rozpoczęcie dziennej zmiany i sytuacja przed wypadkiem

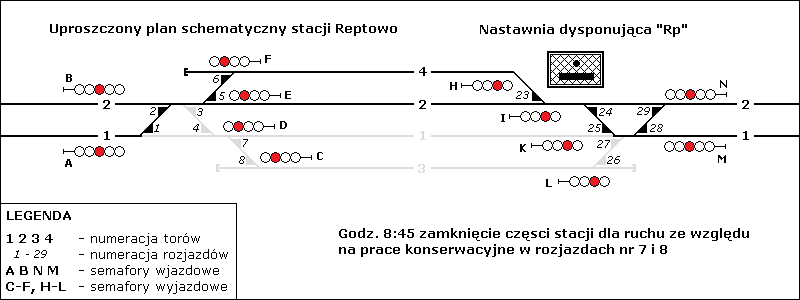
Godz. 8:45 wyłączenie z ruchu części stacji ze względu na prace w rozjazdach nr 7 i 8

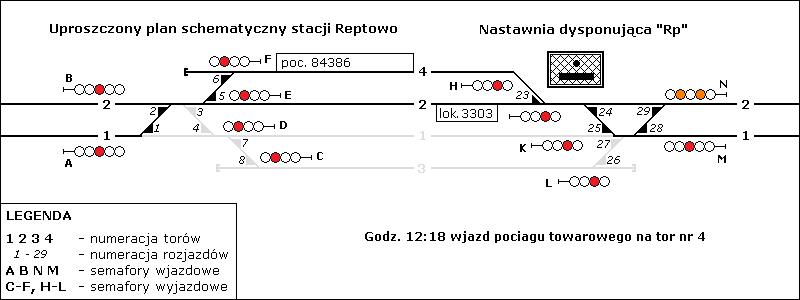
Godz. 12:18 wjazd pociągu tow. 84386 na tor nr 4

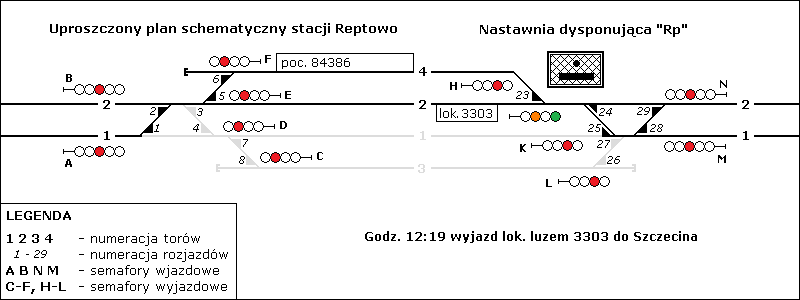
Godz. 12:19 wyjazd lokomotywy luzem nr 3303 do Szczecina

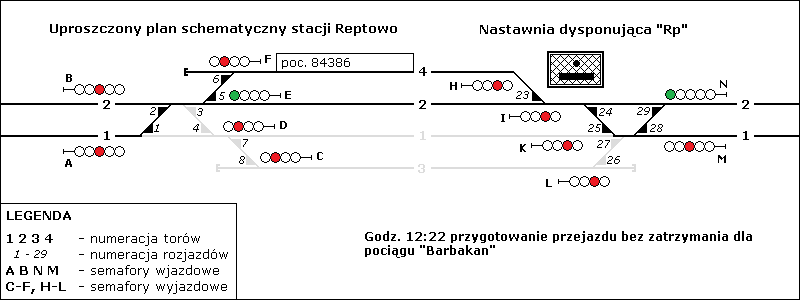
Godz. 12:22 przygotowanie przejazdu bez zatrzymania dla pociągu „Barbakan”

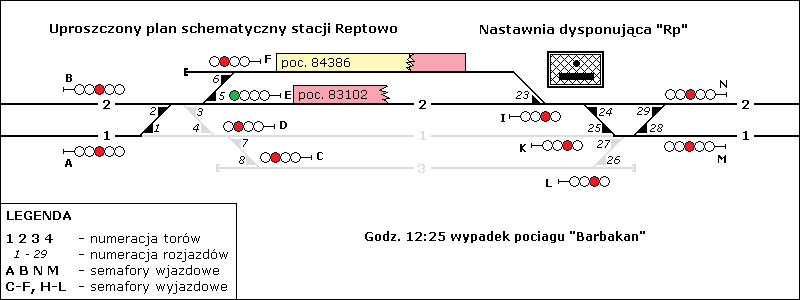
Godz. 12:25 wypadek pociągu „Barbakan”

Rano, 5 maja 1997 roku, służbę na nastawni dysponującej Rp w Reptowie objęła jedna ze stale tam pracujących dyżurnych ruchu. Zgłosiła się do pełnienia służby w stanie psychofizycznym umożliwiającym wykonywanie czynności związanych z prowadzeniem i zapewnieniem bezpieczeństwa ruchu kolejowego.
Na 5 maja zaplanowane były prace konserwacyjne w rozjazdach nr 7 i 8 w głowicy rozjazdowej usytuowanej od strony Stargardu. Prace rozpoczęto o godzinie 8:45. Dla ich przeprowadzenia niezbędne było wyłączenie tych rozjazdów z ruchu, a także zamknięcie dla ruchu pociągów torów nr 1 i 3. Ruch pociągów w obrębie stacji mógł być prowadzony wyłącznie torami nr 2 i 4, ale ze względu na wyposażenie w odpowiednio do tego przystosowane urządzenia sterowania ruchem kolejowym oraz układ torowy, a także wcześniejsze zaplanowanie, sytuacja ta nie stanowiła istotnego problemu w organizacji i prowadzeniu ruchu kolejowego.
O godzinie 9:38 ze Świnoujścia do Krakowa przez Szczecin odjechał pociąg pospieszny „Barbakan”. Odjazd ze Szczecina Głównego w kierunku Poznania nastąpił o godzinie 11:50. Po odjeździe ze stacji Szczecin Dąbie o godzinie 12:03 najbliższe rozkładowe zatrzymanie pociągu planowane było w Stargardzie.

### Sytuacja ruchowa bezpośrednio przed wypadkiem
O godzinie 12:18 na tor główny dodatkowy nr 4 z kierunku Szczecina został przyjęty pociąg towarowy nr 84368. Pociąg ten wjechał na sygnał zezwalający na jazdę S13 Jazda z szybkością nie przekraczającą 40 km/h, następny semafor wskazuje sygnał Stój wyświetlony na semaforze wjazdowym i przez rozjazdy nr 29, 24 i 23 (przy jego zwrotnym położeniu). Pociąg 84368 został przyjęty na tor nr 4 celem wyprzedzenia go przez pociąg pospieszny „Barbakan”.
Po wjeździe pociągu nr 84368 dyżurna ruchu przełożyła zwrotnicę rozjazdu nr 23 do położenia zasadniczego, kierującego na tor nr 2. Było to jej ostatnie przełożenie przed wypadkiem.
W tym samym czasie na torze głównym zasadniczym nr 2 oczekiwała lokomotywa luzem nr 3033 zmierzająca w kierunku Szczecina. Lokomotywa ta oczekiwała na zwolnienie drogi przebiegu dla niej przeznaczonej. O godzinie 12:19 nastąpił wyjazd lokomotywy luzem nr 3033, na sygnał zezwalający na jazdę S10 Jazda z szybkością nie przekraczającą 40 km/h, a przy następnym z najwyższą dozwoloną szybkością wyświetlony na semaforze wyjazdowym z toru nr 2 przez rozjazd 23, 24, 25, 27 i 28 – na tor szlakowy nr 1 do Szczecina Zdunowa.

### Przygotowanie przejazdu bez zatrzymania dla pociągu „Barbakan”
Pociąg pospieszny „Barbakan” przejechał przez przystanek Szczecin Zdunowo, poprzedzający stację Reptowo na jego drodze przebiegu o godzinie 12:22.
O fakcie tym została poinformowana dyżurna ruchu dysponująca stacji Reptowo, po czym przystąpiła do przygotowania przejazdu bez zatrzymania dla pociągu „Barbakan”. Przejazd przez stację został przygotowany torem stacyjnym nr 2, poprzez właściwe nastawienie zwrotnic rozjazdów wchodzących w drogę przebiegu, sprawdzenie prawidłowości położenia drogi i wyświetlenie sygnałów na semaforach – w kolejności: sygnału zezwalającego S2 Jazda z najwyższą dozwoloną szybkością na semaforze wyjazdowym N1/2 ze stacji w kierunku Stargardu, a następnie również sygnału S2 na semaforze wjazdowym E1/2.
Dozwolona prędkość przejazdu przez stację Reptowo dla pociągu pospiesznego „Barbakan” wynosiła 120 km/h, ale w rozjeździe nr 3 obowiązywało ograniczenie prędkości do 60 km/h. Maszynista pociągu „Barbakan” został uprzedzony o tym fakcie i o konieczności ograniczenia prędkości pociągu wydanym na stacji Szczecin Główny rozkazem szczególnym „O”.
Po przygotowaniu przebiegu bez zatrzymania dla pociągu „Barbakan” dyżurna ruchu przystąpiła do jego obserwacji i nadzoru oraz przygotowała się do obserwowania przejeżdżającego pociągu.

### Wypadek
Pociąg pospieszny „Barbakan” przejechał obok wskazującego sygnał zezwalający na jazdę semafora wjazdowego do stacji Reptowo z prędkością rozkładową, tj. 120 km/h. Po minięciu semafora nastąpiła automatyczna zmiana wyświetlanego sygnału na S1 Stój, maszynista wyłączył pobór mocy z sieci jezdnej i następnie uruchomił hamowanie służbowe – celem zmniejszenia prędkości pociągu do 60 km/h w rejonie wyjazdu ze stacji Reptowo.
Prędkość pociągu zmalała do 116 km/h. W momencie przejazdu szóstego wagonu w składzie pociągu „Barbakan” przez rozjazd nr 23 nastąpiła zmiana położenia zwrotnicy tego rozjazdu w ten sposób, że pierwszy wózek wagonu został skierowany zgodnie z pierwotnym jej położeniem na tor nr 2, a drugi wózek został skierowany na tor nr 4.
Wagony od siódmego do jedenastego również zostały skierowane na tor nr 4, podążając tam za wagonem szóstym. Sytuacja taka określana jest jako jazda dwutorowa pociągu i w konsekwencji prowadzi do wykolejenia wagonu. Ze względu na dużą prędkość, przy której nastąpiła jazda dwutorowa, przebieg wykolejania był raptowny, a jego dynamika spowodowała rozerwanie sprzęgu śrubowego pomiędzy szóstym i siódmym wagonem. Lokomotywa EU07 wraz z pięcioma niewykolejonymi wagonami i szóstym wykolejonym wszystkimi osiami pojechała dalej, przy czym wykolejony wagon zdemolował urządzenia sterowania ruchem kolejowym, pościnał słupy trakcyjne, semafor i zniszczył nawierzchnię toru nr 2 na odcinku około 500 metrów począwszy od kilometra 185,605 aż do kilometra 185,105, w którym nastąpiło zatrzymanie czoła pociągu „Barbakan” – przed wskazującym sygnał S2 semaforem wyjazdowym.
Rozerwanie pociągu skutkuje uszkodzeniem głównego przewodu hamulcowego, natychmiastowym spadkiem utrzymywanego w nim ciśnienia i nagłym, niekontrolowanym hamowaniem. Ze względu na krótki dystans, jaki dzielił oderwane wagony wjeżdżające z prawie pełną prędkością na zajęty przez pociąg towarowy tor nr 4, wytracenie ich prędkości pomimo nagłego hamowania było minimalne.
Jadący jako pierwszy, wykolejony pierwszym wózkiem wagon barowy uderzył w ostatnią w składzie platformę. W następstwie uderzenia platforma została przerzucona około 40 metrów w głąb składu i obrócona względem niego o 90 stopni. Wagon barowy wbił się w drugą od końca platformę, która rozerwała jego prawy bok. Wnętrze wagonu barowego zostało całkowicie zniszczone. W tylną ścianę wagonu barowego wbiła się część jadącego za nim wagonu osobowego pierwszej klasy, który również został ciężko uszkodzony.

## Akcja ratunkowa
W akcji ratunkowej udział brało szesnaście zastępów strażackich, m.in. ze Stargardu, Reptowa, Szczecina, Kobylanki. Obszar katastrofy zabezpieczało prawie dziewięćdziesięciu policjantów. Pomocy poszkodowanym udzielało piętnaście zespołów medycznych. Do transportu najciężej rannych wykorzystywany był śmigłowiec medyczny. W akcji pomocy uczestniczyli też mieszkańcy wsi Reptowo.
Na miejsce akcji przybyli przedstawiciele Ministerstwa Spraw Wewnętrznych i Administracji, Komendy Głównej Policji. Z Warszawy przybył ówczesny wicepremier Jarosław Kalinowski oraz minister Bogusław Liberadzki.
Po akcji ratunkowej podczas spotkania w Szczecinie z jej uczestnikami ówczesny minister spraw wewnętrznych i administracji Leszek Miller wręczył im specjalne nagrody. Miesiąc później nieopodal miejsca katastrofy odbyła się uroczystość wręczenia nagród tym, którzy jako pierwsi nieśli pomoc ofiarom katastrofy.
Prezes zarządu PKP powołał specjalny zespół ds. ustalenia przyczyn katastrofy.

## Ustalenia dotyczące przyczyn katastrofy
Komisja dochodzeniowa w wyniku wielu analiz i badań wykonanych przez naukowców z Centrum Naukowo-Technicznego Kolejnictwa, w tym także jazd próbnych realizowanych na torze doświadczalnym w Węglewie koło Żmigrodu, ustaliła następującą przyczynę wypadku:

Wystąpienie drgań o charakterze rezonansowym taboru i zwrotnicy oraz drgań napędu zwrotnicowego w czasie przejazdu pociągu nr 83102 przez stację Reptowo. Wypadek wydarzył się wskutek niezwykle rzadkiego nałożenia się czynników, które samoistnie nie stanowią zagrożenia.

Ustalenie to jest wynikiem szczegółowych pomiarów zarówno elementów biegowych taboru (rozstawu, średnic kół, grubości ich obręczy oraz obrzeży, różnic w średnicach, zużycia), a także torów i rozjazdów wchodzących w drogę przebiegu pociągu „Barbakan” (pomiary odchyłek dopuszczalnych, odkształceń, nierówności, funkcjonowania zamknięć nastawczych). Na drodze tych ekspertyz wyselekcjonowano czynniki, których zbieżność w czasie spowodowała zmianę położenia zwrotnicy rozjazdu nr 23 pod jadącym pociągiem.
Czynnikami tymi były:

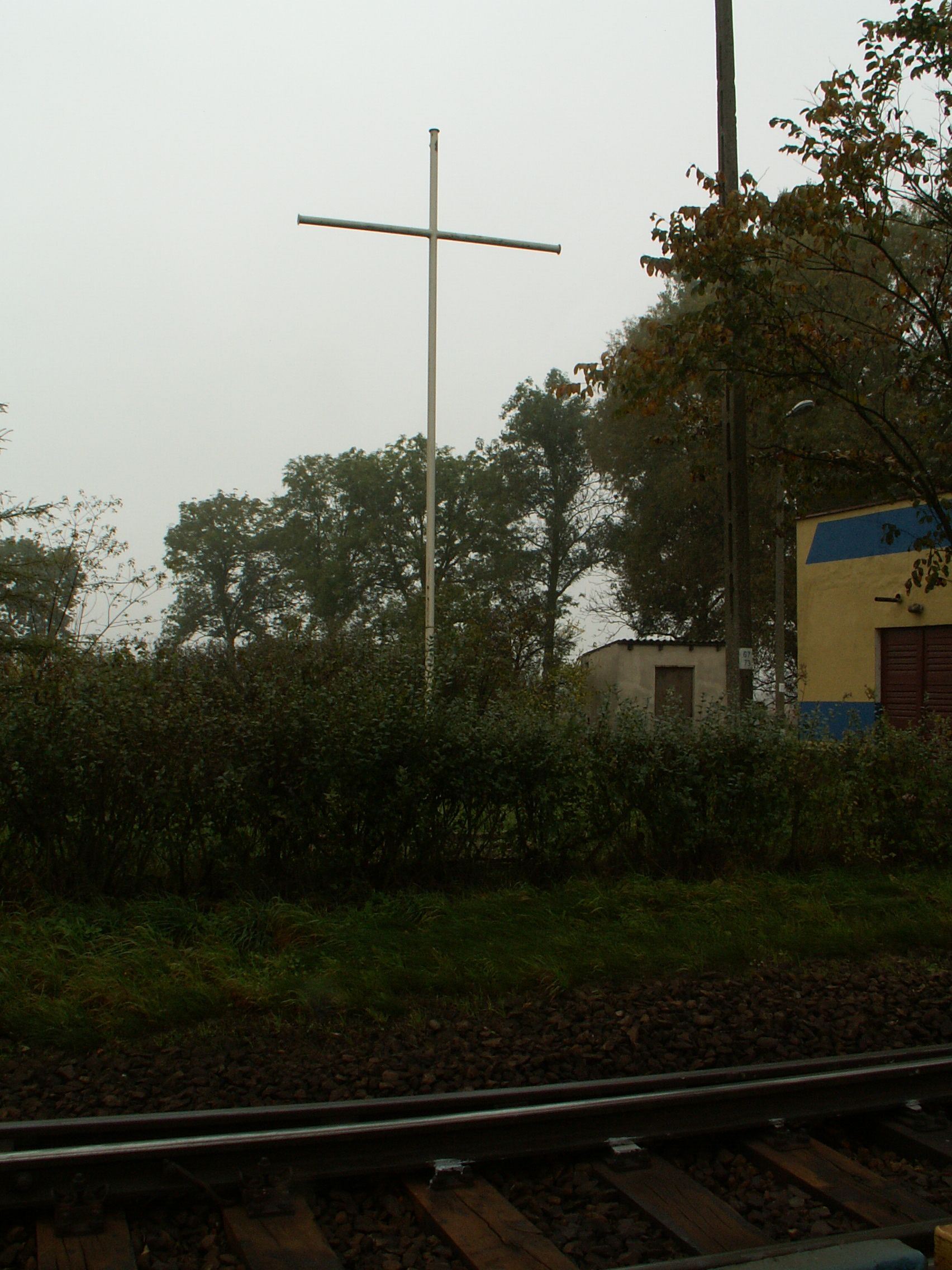
Krzyż upamiętniający ofiary katastrofy ustawiony na wysokości feralnego rozjazdu

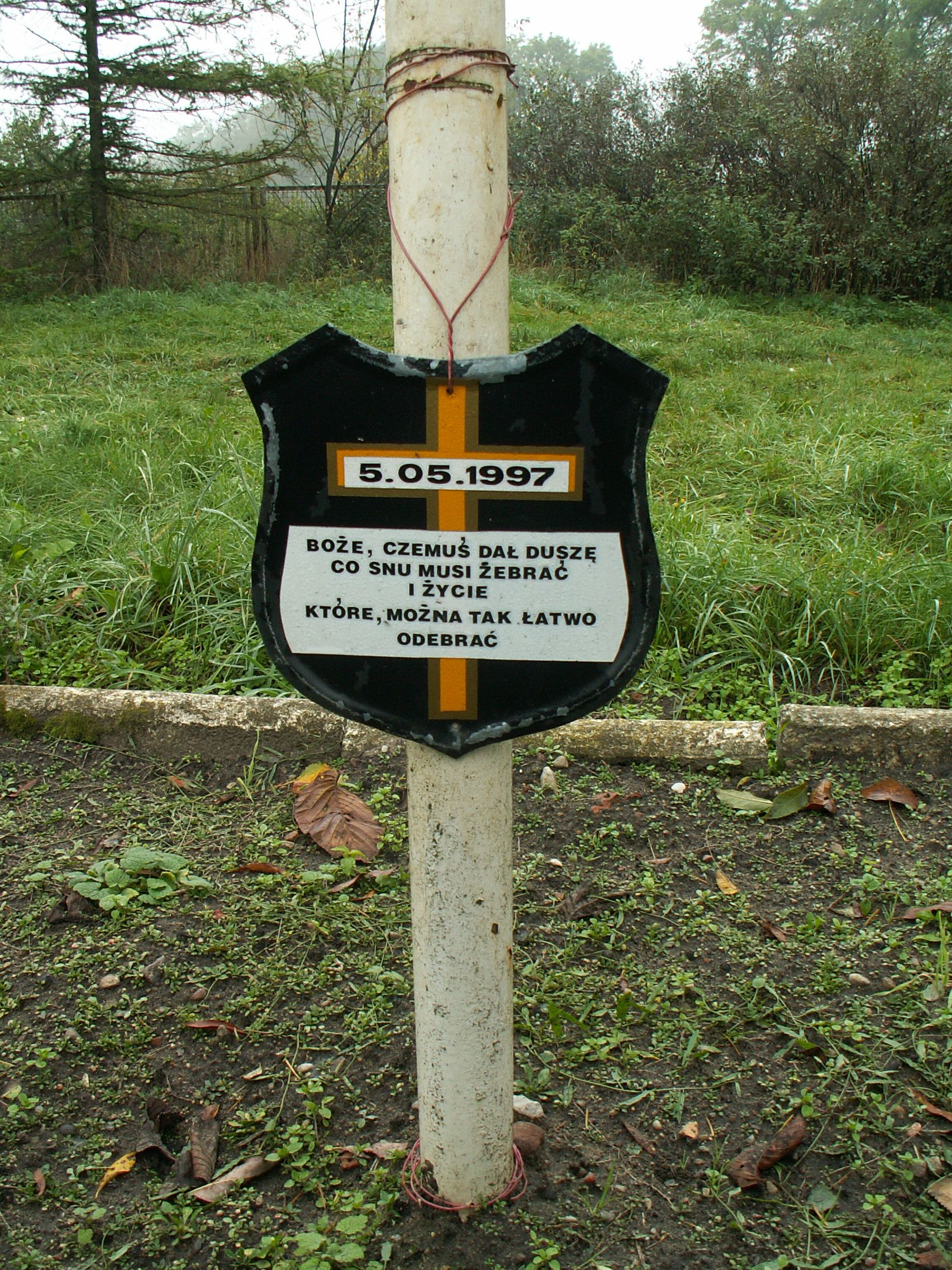
Tablica na krzyżu upamiętniającym ofiary katastrofy

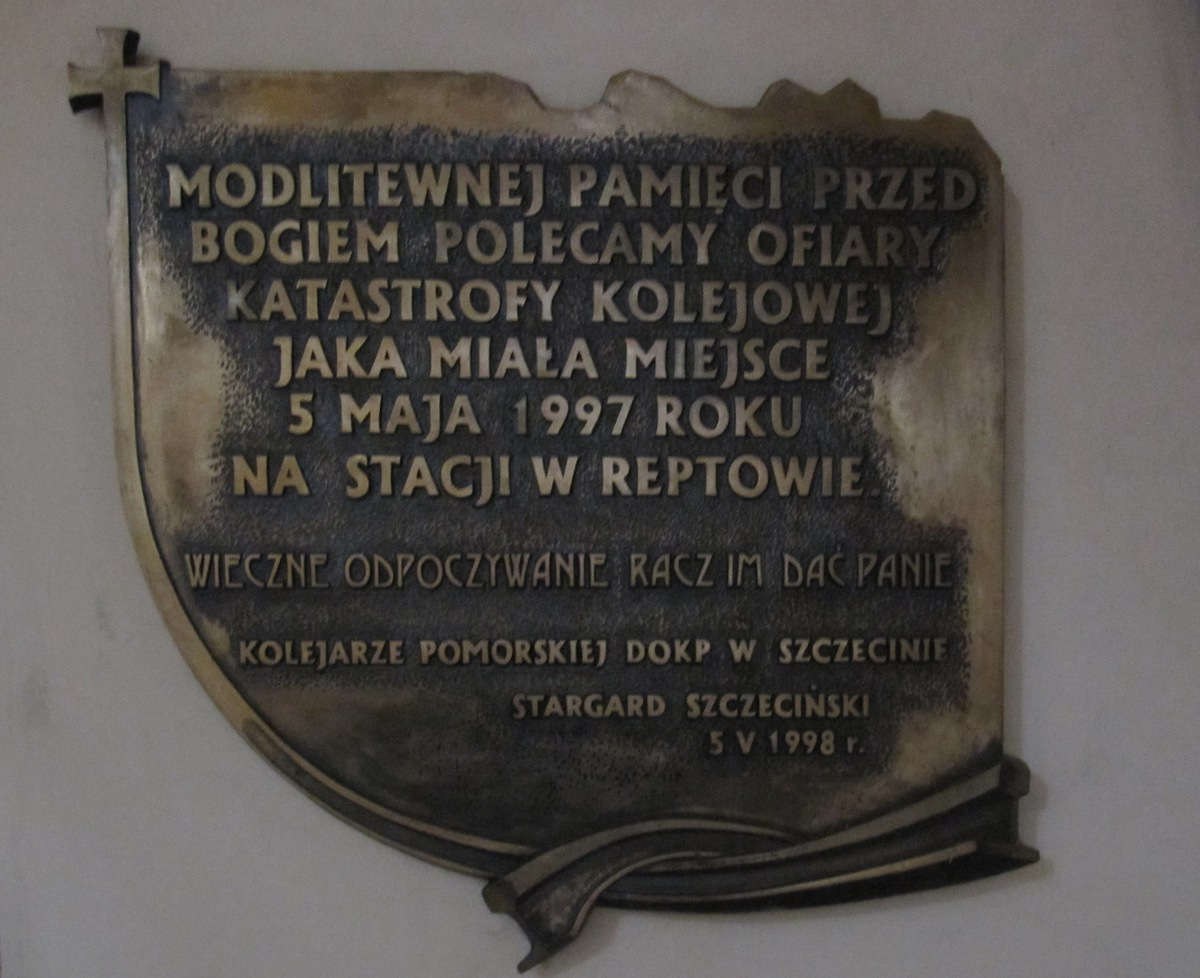
Tablica w kolegiacie Mariackiej w Stargardzie poświęcona ofiarom katastrofy kolejowej w Reptowie

- drgania wzbudzone w wyniku jazdy pociągu przez skrzyżowanie toru z drogą publiczną i poprzedni rozjazd nr 24
- odległość iglicy od opornicy – po wykolejeniu pociągu 42 mm, przy wymaganej 58 mm
- nierówność lewego toku szynowego w rozjeździe poprzedzającym wykolejenie (nr 24) wynosząca 3 mm (przy dopuszczalnej 3 mm)
- zużycie boczne szyny w styku rozjazdu nr 23 wynoszące 4 mm (przy dopuszczalnym 8 mm)
- dodatkowe drgania wywołane hamowaniem służbowym wynikające z ograniczenia prędkości jazdy pociągu do 60 km/h, z jaką to prędkością pociąg „Barbakan” miał opuścić stację Reptowo
- zużycie obrzeży prawych kół większe o 5 mm niż lewych w dwóch zestawach kołowych – w wagonie pierwszym i szóstym za lokomotywą (norma 10,5 mm)
- położenie podtorza stacji Reptowo na warstwie torfu i gytii, które sprzyjało przenoszeniu się drgań

W toku dochodzenia wykluczono winę i udział w spowodowaniu katastrofy przez pracowników kolejowych odpowiedzialnych za zapewnienie bezpieczeństwa ruchu kolejowego.
Prokuratura, która prowadziła śledztwo w sprawie katastrofy kolejowej w Reptowie umorzyła dochodzenie wobec niestwierdzenia przestępstwa.

## Profilaktyczne działania powypadkowe
W ramach profilaktyki zarządzono natychmiastowe komisyjne, szczegółowe sprawdzenie na całej sieci kolejowej wszystkich rozjazdów eksploatowanych w ruchu z prędkością większą niż 100 km/h. Po ustaleniach dochodzenia zarządzono wymianę ponad sześciu tysięcy kompletnych rozjazdów używanych do jazd z prędkościami wyższymi niż 100 km/h na nowocześniejsze, wyposażone w dodatkowe stabilizatory iglic oraz zamknięcia nastawcze blokujące rozjazd w określonym położeniu odporne na zjawisko pełzania szyn i niewrażliwe na zmiany temperatury. Ponadto ponad dwa tysiące rozjazdów zostało wyposażonych w takie urządzenia.

## Uczczenie pamięci ofiar katastrofy
Nieopodal budynku stacyjnego i miejsca katastrofy ustawiono około sześciometrowy stalowy krzyż z napisem na tabliczce:

Boże, czemuś dał duszę co snu musi żebrać i życie które, można tak łatwo odebrać

Pierwotnie na krzyżu umieszczono tablicę z napisem: Ku pamięci tym, co zginęli w tym wypadku i ku przestrodze innym.
W pierwszą rocznicę katastrofy w Kolegiacie Najświętszej Marii Panny w Stargardzie odsłonięto tablicę ufundowaną przez Pomorską DOKP ku czci ofiar.